# Ester Tuiksoo

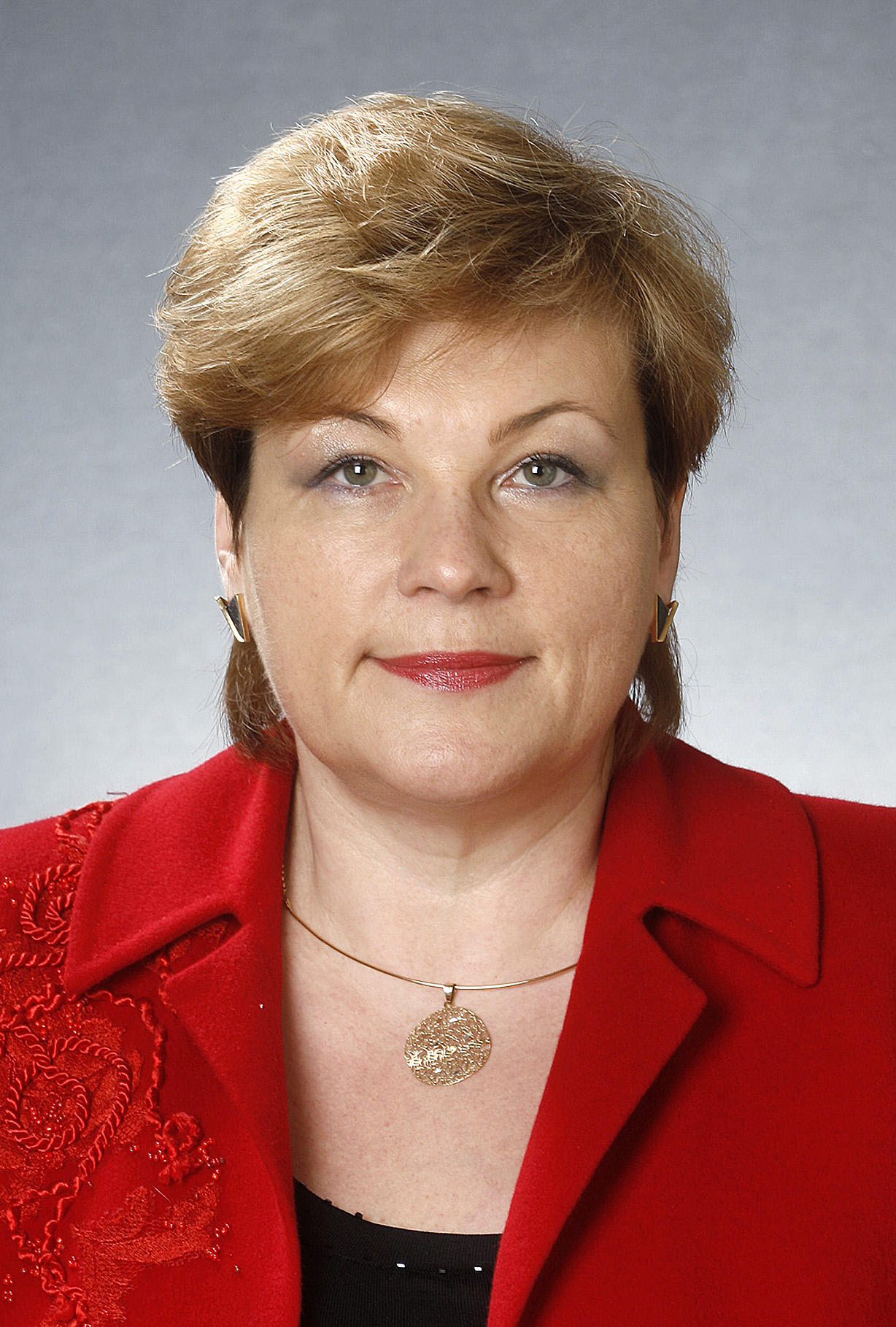
Ester Tuiksoo

Ester Tuiksoo (nascida a 5 de março de 1965, em Põlva ) é uma política e executiva estoniana . Ela foi membro do XI e XII Riigikogu, representando a União Popular da Estónia e, desde 2010, o Partido do Centro da Estónia .
Ela formou-se na Universidade de Tartu em 1983 com uma licenciatura em economia comercial.